# NGC 5575
NGC 5575 (NGC 5578) é uma galáxia lenticular (S0) localizada na direcção da constelação de Virgo. Possui uma declinação de +06° 12' 10" e uma ascensão recta de 14 horas, 20 minutos e 59,5 segundos.
A galáxia NGC 5575 foi descoberta em 8 de Maio de 1864 por Albert Marth.